# Disteganthus calatheoides
Espèce
Classification APG III (2009)
Synonymes
- Aechmea calatheoides L.B.Sm.

Disteganthus calatheoides est une espèce de plantes de la famille des Bromeliaceae, présente au Brésil et en Guyane française et décrite en 1976.

## Synonymes
- Aechmea calatheoides L.B.Sm.

## Distribution
L'espèce est présente en Guyane et au nord du Brésil, notamment dans l'État frontalier de l'Amapá.

## Description
Selon la classification de Raunkier, l'espèce est épiphyte.